# إدارة البرامج
إدارة البرنامج هي عملية إدارة العديد من المشاريع ذات الصلة، في كثير من الأحيان بهدف تحسين أداء المنظمة. في الممارسة وأهدافها غالبا ما ترتبط ارتباطا وثيقا بهندسة النظم، والهندسة الصناعية، وإدارة التغيير، وتبادل الأعمال.
يتولى مدير البرنامج الإشراف على الغرض من المشاريع وحالتها في البرنامج ويمكنه استخدام هذا الإشراف لدعم النشاط على مستوى المشروع لضمان تحقيق أهداف البرنامج بتوفير القدرة على اتخاذ القرارات التي لا يمكن تحقيقها على مستوى المشروع أو عن طريق وتزويد مدير المشروع بمنظور برنامجي عند اللزوم، أو كمجلس راصد للأفكار والنهج لحل قضايا المشاريع التي لها آثار البرنامج. في البرنامج هناك حاجة لتحديد وإدارة التبعيات بين المشاريع، وغالبا ما يكون مكتب إدارة المشروع (بي إم أو) قد لا يكون لديه نظرة كافية من المخاطر والقضايا والمتطلبات والتصميم أو الحل لتكون قادرة على هذه الإدارة المفيدة. قد يكون مدير البرنامج في وضع جيد لتقديم هذه الرؤية من خلال البحث بنشاط عن هذه المعلومات من مديري المشاريع على الرغم من أنه في المشاريع الكبيرة / أو المعقدة، قد يكون هناك حاجة لدور محدد.مع ذلك، تنشأ هذه الرؤية، ويحتاج مدير البرنامج إلى ذلك لكي يكون مرتاحا بأن أهداف البرنامج العامة قابلة للتحقيق.

## المصطلح ونظرة عامة
تتعلق العديد من البرامج بتوفير القدرة على التغيير. عندما يتم نقل هذه القدرة إلى الإدارة التنفيذية المباشرة واستخدامها من قبل المنظمة المضيفة، سيتم تسليم المنافع بالفعل. في هذا الرأي، لا يمكن لفريق البرنامج، من تلقاء نفسه، تحقيق فوائد ولا يمكن تقديم المنافع إلا من خلال استخدام قدرة جديدة.
عادة ما تصمم البرامج لتحقيق إستراتيجية المنظمة أو تحويل الأعمال التجارية، مثل الطموح ليكون رابع أكبر سوبر ماركت في منطقة بحلول عام 2017 أو تقليل الهدر بنسبة 5٪ في غضون عامين.
وفقا لأحد المصادر، فإن «البرنامج عبارة عن مجموعة من المشاريع ذات الصلة التي تدار بطريقة منسقة للحصول على المنافع والسيطرة غير المتاحة من إدارتها بشكل فردي، وقد تتضمن البرامج عناصر من الأعمال ذات الصلة خارج نطاق المشاريع المنفصلة في البرنامج... بعض المشاريع ضمن برنامج يمكن أن يحقق فوائد إضافية مفيدة للمنظمة قبل اكتمال البرنامج نفسه».
كما تشدد إدارة البرنامج على تنسيق الموارد وترتيب أولوياتها عبر المشاريع، وإدارة الروابط بين المشاريع والتكاليف الإجمالية والمخاطر التي ينطوي عليها البرنامج.
يمكن أن توفر إدارة البرنامج طبقة فوق إدارة المشاريع وتركز على اختيار أفضل مجموعة من المشاريع وتعريفها من حيث أهدافها وتوفير بيئة يمكن فيها إدارة المشاريع بنجاح. لا ينبغي لمديري البرامج أن يكونوا مدراء ثانويين، بل ينبغي أن يتركوا إدارة المشاريع لمديري المشاريع. غير أن إدارة البرنامج قد تحتاج إلى التعامل مع أوجه الترابط والنزاعات وتقاسم الموارد أو المعارف بين المشاريع التي تديرها.
في عمل القطاع العام في أوروبا، يشير المصطلح عادة إلى مشاريع تغيير متعددة: مشاريع مصممة لتحقيق فوائد للمنظمة المضيفة. على سبيل المثال، مكتب التجارة الحكومية للحكومة البريطانية. ثمة بديل لمنهجية مكتب التجارة الحكومية في إدارة البرامج وهو منهج معهد إدارة المشاريع في القطاع الخاص.
العديد من المنظمات تقوم تشغيل برنامج واحد فقط في وقت واحد، وهو برنامج يحتوي على جميع مشاريعهم. في مصطلحات معهد إدارة المشاريع، يرجح أن يكون هذا المشروع حافظة مشاريع أكثر من البرنامج. قد يكون لدى بعض المنظمات الكبيرة برامج متعددة مصممة لكل منها لتقديم مجموعة من التحسينات. بعض المنظمات تستخدم مفهوم هندسة النظم حيث يستخدم آخرون إدارة البرنامج.

## العوامل الرئيسية
نظام التحكم
 المادة والعملية والإجراءات لمراقبة العمليات والتغييرات في أهداف الأداء.يجب أن يتضمن نظام التحكم مجموعة من المقاييس للإشارة إلى صحة البرنامج وتقدمه في أكثر المجالات الحيوية. 
التخطيط
يجب أن يدعم البرنامج رؤية وأهداف وغايات أعلى مستوى.
الضمان
التحقق من صحة البرنامج، وضمان الالتزام بالمعايير والتناسب مع الرؤية.
الإدارة
لضمان وجود استعراضات منتظمة، هناك مساءلة، وأن إدارة المشاريع وأصحاب المصلحة والموردين في المكان المناسب.
التكامل
التأكد من أن أجزاء المكونات تتناسب معا بشكل صحيح لإنجاز كل ما هو مرغوب فيه. تحسين الأداء عبر سلسلة قيمة البرنامج، وظيفيا وتقنيا.
التمويل
تتبع التكاليف الأساسية بالإضافى إلى التكاليف الأوسع لإدارة البرنامج.
البنية الأساسية
 يؤثر تخصيص الموارد على تكلفة البرنامج ونجاحه. قد تغطي البنية الأساسية المكاتب، ونظام التحكم بالمراجعات، وتكنولوجيا المعلومات. 
التخطيط
وضع الخطة التي تجمع المعلومات عن المشاريع والموارد والجداول الزمنية والرصد والمراقبة.
التطوير

## مقارنة مع إدارة المشروع
هناك رأيان مختلفان عن الكيفية التي تختلف بها البرامج عن المشاريع. من وجهة نظر ما، تقدم المشاريع النواتج أو الطرود المنفصلة أو «أجزاء» التغيير؛ وتخلق البرامج نتائج. على هذا الرأي، قد يفتتح مشروع تسليم مصنع جديد، مستشفى أو نظام تكنولوجيا المعلومات. من خلال الجمع بين هذه المشاريع مع غيرها من الإنجازات والتغييرات، برامجها قد تحقق زيادة الدخل من منتج جديد، وقصر الانتظار قوائم الانتظار في المستشفى أو انخفاض تكاليف التشغيل بسبب التكنولوجيا المحسنة. الرأي الآخر هو أن البرنامج ليس أكثر من مجرد مشروع كبير أو مجموعة (أو محفظة) من المشاريع.في هذا الرأي الثاني، يتمثل الهدف من وجود برنامج في استغلال وفورات الحجم وتقليل تكاليف التنسيق والمخاطر. وتتمثل مهمة مدير المشروع في ضمان نجاح مشروعهم. من ناحية أخرى، يهتم مدير البرنامج بالنتيجة (النتائج) الإجمالية أو نتيجة (نتائج) نهاية الولاية الخاصة بجمع المشاريع في برنامج معين. على سبيل المثال، في أحد المؤسسات المالية، قد يشتمل البرنامج على مشروع واحد مصمم للاستفادة من السوق المتزايد والآخر مصمم للحماية من الجانب السلبي للسوق المتساقط. تسعى الأولى إلى الاستفادة من الاتجاه الصعودي المحتمل؛ وهذا الأخير للحد من الجانب السلبي المحتمل. النظر في قياس بسيط: فيكس-A-Flat®. هذا المنتج الأيروسول عالي الضغط يضخ تسربا في ثقب الإطار لوقف تدفق الهواء (المشروع A)، وفي الوقت نفسه إعادة تضخيم الإطارات (المشروع B)، مما أدى معا إلى النتيجة التي هي الإطارات التي هي مرة أخرى وظيفية (يتألف البرنامج من المشروعين ألف وباء).
 وفقا للرأي القائل بأن البرامج تحقق النتائج ولكن المشاريع تحقق النواتج، فإن إدارة البرنامج تهتم بتنفيذ المشاريع الصحيحة. وصف مدير البرنامج بأنه «يلعب الشطرنج» ويضع النظرة العامة في الاعتبار، مع القطع لاستخدامها أو التضحية بأنها المشاريع. على النقيض من ذلك، فإنإدارة المشروع تتعلق بعمل المشاريع.أيضا وفقا لهذا الرأي، المشاريع الناجحة تقدم في الوقت المحدد، للميزانية والمواصفات، في حين أن البرامج الناجحة تقدم تحسينات طويلة الأجل للمنظمة.عادة ما يتم تحديد التحسينات من خلال المنافع. يتعين على المنظمة أن تختار مجموعة البرامج التي تأخذها في الغالب نحو أهدافها الاستراتيجية بينما تبقى في حدود قدرتها على تحقيق التغييرات.من ناحية أخرى، فإن الرأي القائل بأن البرامج مجرد مشاريع كبيرة أو مجموعة من المشاريع يسمح بأن البرنامج قد يحتاج إلى تحقيق فوائد ملموسة بسرعة.
وفقا لمصدر واحد، فإن الفرق الرئيسي بين البرنامج والمشروع هو الطبيعة المحدودة للمشروع - يجب أن يكون للمشروع دائما تاريخ انتهاء محدد، وإلا فهو برنامج مستمر.
من وجهة نظر الفروق بين البرنامج والمشروع في مجال الأعمال التجارية هي:
1. المشروع فريد من نوعه، وهو محدد المدة. هناك برنامج مستمر وينفذ ضمن الأعمال التجارية كي يحقق باستمرار نتائج معينة للأعمال التجارية.
2. تم تصميم المشروع لتقديم المخرجات، وسيكون نجاحه من حيث تقديم الناتج المناسب في الوقت المناسب والتكلفة المناسبة.
3. تشمل إدارة البرنامج إدارة المشاريع التي تعمل معا على تحسين أداء المنظمة. سيتم قياس نجاح البرنامج من حيث الفوائد.
4. والفوائد هي مقاييس تحسين المنظمة وقد تشمل زيادة الدخل، وزيادة الأرباح، وانخفاض التكاليف، وتحسين وضع السوق (القدرة على المنافسة)، وخفض الهدر أو الضرر البيئي، وزيادة رضا العملاء. في المنظمات الحكومية المركزية أو المحلية، قد تشمل المنافع توفير خدمة أفضل للمجتمع.
5. وفي سياق تحقيق النتائج المطلوبة، ستفهم برامج الأعمال عادة القيود التجارية ذات الصلة وتحدد العمليات المطلوبة لتحقيق النتائج على أساس الموارد المخصصة. تحسين العمليات هو عملية مستمرة تتناقض كثيرا مع برنامج من أحد المشاريع.
6. في أدنى مستوى يلتزم مديروا المشاريع بتنسيق المشاريع الفردية. يشرف عليهم مدير البرنامج الذي يحيل إلى الراعي البرنامجي (أو المجلس).
7. ستكون هناك عادة عملية لتغيير النطاق المحدد سلفا للمشروع. غالبا ما يتعين على البرامج أن يتفاعل مع التغيرات في الاستراتيجية والتغيرات في البيئة التي تتغير فيها المنظمة.

هناك وجهة نظر أخرى وطريقة ناجحة أخرى للإدارة لا ترى أيا من العوامل المذكورة أعلاه بأنها تميز المشاريع عن البرامج، بل ترى البرنامج على أنه يتعلق بإدارة الحافظة. من وجهة النظر هذه، تقوم إدارة البرنامج على اختيار المشاريع، وتعديل السرعة التي تعمل بها، وتعديل نطاقها، من أجل تعظيم قيمة المحفظة ككل، ومع تغير الظروف الاقتصادية أو غيرها من الظروف الخارجية.
هناك رأي آخر مفاده أن إدارة البرنامج ليست أكثر من مجرد مشروع كبير ومعقد، حيث يكون جانب التكامل في إدارة المشاريع أكثر أهمية مما هو عليه في المشاريع الصغيرة. إدارة التكامل هي سمة رئيسية من سمات نهج معهد إدارة المشاريع في إدارة المشاريع.
من الناحية العملية ليس من الواضح أن هناك تمييزا واضحا. تختلف المشاريع (أو البرامج) من صغيرة وبسيطة إلى كبيرة ومعقدة؛ فإن ما يجب إدارته كبرنامج في ثقافة أو منظمة واحدة يمكن أن يدار كمشروع في منظمة أخرى.